# Marcus Jäger den yngre

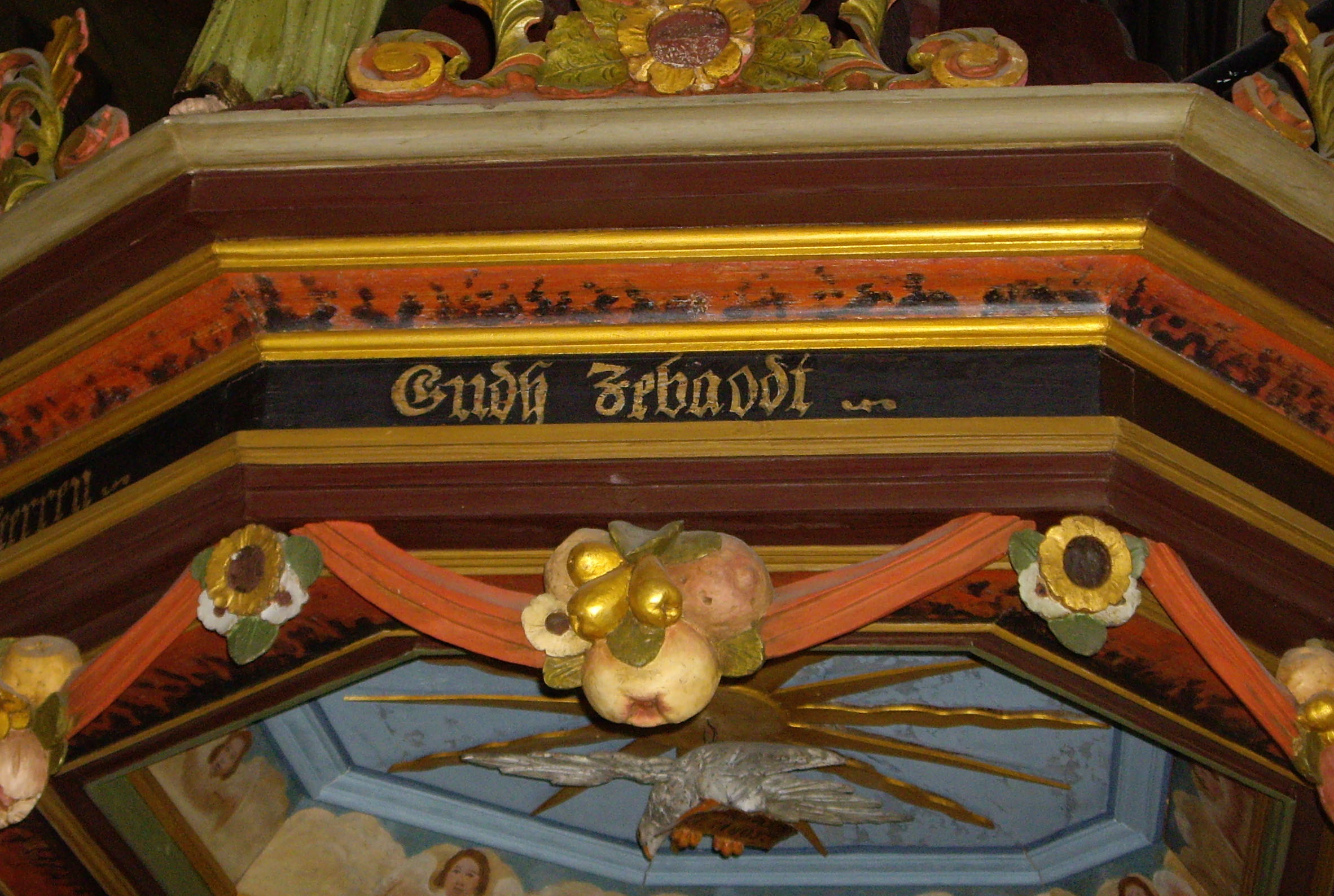
Predikstolens baldakin i Kållereds kyrka.

Marcus Jäger den yngre, född den 22 augusti 1660 i Stralsund, död 1722, var en tysk-svensk bildhuggare.

## Biografi
Han var son till bildhuggaren Marcus Jäger den äldre och fick burskap som bildhuggare i Göteborg 1685. Han har utsmyckat kyrkor i Göteborgs stift. 

## Verk
- 1698 Skepplanda kyrka. Jäger har sannolikt gjort inredningen omfattande predikstol, altaruppsats och dopfunt.
- 1700 Surteby kyrka. Omarbetning av predikstolen.
- 1708 Garnisonskyrkan på Nya Älvsborgs fästning. Inredning.
- 1710 Kållereds kyrka. Predikstol.